# Pilobolus
Pilobolus Tode (zrywka) – rodzaj grzybów z rzędu pleśniakowców (Mucorales). Grzyby saprotroficzne i koprofilne żyjące na odchodach zwierząt roślinożernych.

## Charakterystyka

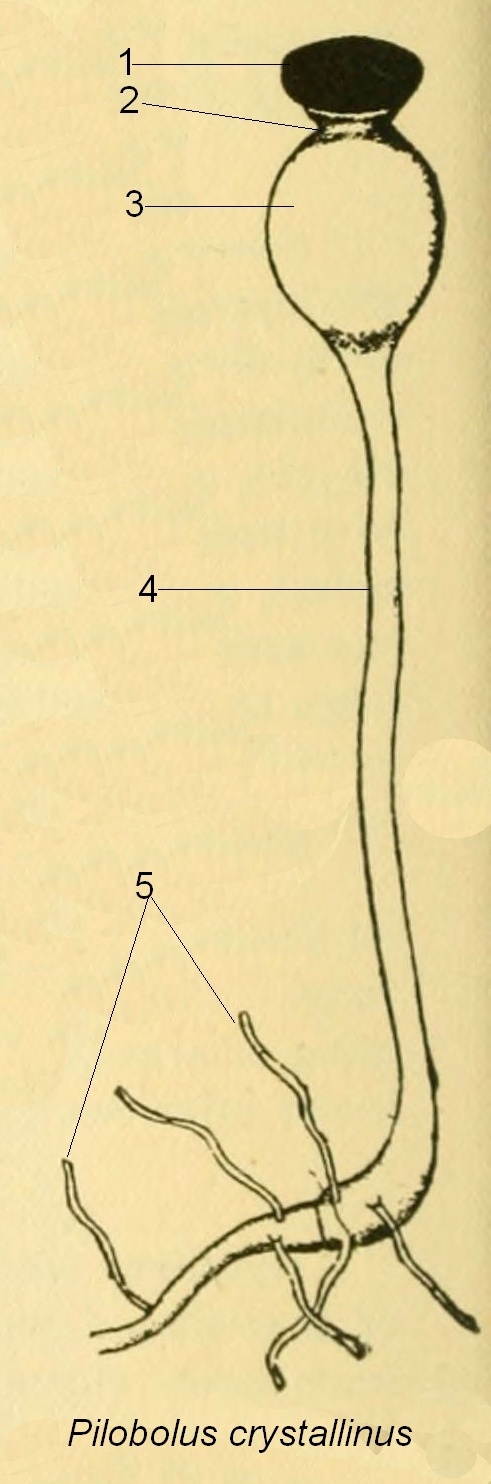
1 – zarodnia, 2 – kolumella, 3 – pęcherzyk, 4 – sporangiofor, 5 – grzybnia

Cykl życiowyGdy rozwijający się na odchodach sporangiofor Pilobolus dojrzeje, jego zarodnia wraz z zarodnikami konidialnymi zostaje wyrzucona na pewną odległość w trawę otaczająca odchody. Tego typu zarodniki wyrzucane przez ciśnienie noszą nazwę balistospor. Gdy wraz z trawą zostaną zjedzone przez zwierzę roślinożerne, przechodzą bez uszkodzenia przez jego przewód pokarmowy i po wydaleniu wraz z odchodami od razu mają korzystne warunki do rozwoju. Kiełkują, a wyrastająca z nich grzybnia przerasta łajno odżywiając się zawartymi w nim substancjami organicznymi. Później na zewnątrz łajna z grzybni wyrastają sporangiofory z zarodnikami.
Budowa zarodniSporangiofor Pilobolus ma charakterystyczną, wyjątkową budowę. Hialinowy konidiofor zakończony jest podobnym do balonu pęcherzykiem, u podstawy którego znajduje się pierścieniowate zgrubienie zawierające karoten. Gdy promienie światła padają z góry na nabrzmienie, załamują się w nim i skupiają na pierścieniu cytoplazmy. W tym stanie trzonek nie wykonuje ruchów. Gdy jednak światło padnie na trzonek z boku, wówczas załamuje się w jego nabrzmieniu pod innym kątem i odbija na przeciwną ścianę komórki. W wyniku reakcji fotochemicznej powstaje bodziec powodujący ustawienie się sporangioforu prostopadle do źródła światła. Zarodnia zbudowana jest z dwóch warstw; wewnętrznej, otaczającej zarodniki i zewnętrznej. Warstwa zewnętrzna u podstawy jest słabsza, mniej skutynizowana i ulega stopniowemu zgalaretowaceniu. W zarodni w miarę jej dojrzewania następuje wzrost ciśnienia. Może ono dojść nawet do 55 atmosfer. Gdy przekroczy wytrzymałość zarodni powoduje rozszczepienie się jej warstw. Zarodnia pęka w najsłabszym miejscu przy podstawie i siłą odrzutu zostaje wyrzucona na odległość czasami nawet ponad 2 m. Powstaje przy tym trzask możliwy do usłyszenia z kilku metrów. Odrzucona zarodnia przykleja się do podłoża swoją dolną, zgalaretowaciałą ścianą. Jej wewnętrzna warstwa pozostaje nieuszkodzona, dzięki czemu znajdujące się w niej zarodniki przez długi czas są chronione i zachowują zdolność kiełkowania.

## Systematyka
Pozycja w klasyfikacji według Index FungorumPilobolaceae, Mucorales, Incertae sedis, Mucoromycetes, Mucoromycotina, Mucoromycota, Fungi.
NazwaNazwę Pilobolus wprowadził do taksonomii grzybów Heinrich Julius Tode w 1915 r. Nazwa polska według X tomu Grzybów.
SynonimyHydrogera F.H. Wigg. 1780, Pycnopodium Corda 1842, Sacidium Nees, in Kunze & Schmidt, 1823, Sacidium Sacc. 1880.
Gatunki występujące w Polsce
- Pilobolus crystallinus (F.H. Wigg.) Tode 1784 – zrywka kryształowa
- Pilobolus kleinii Tiegh. 1878
- Pilobolus lentiger Corda 1837
- Pilobolus longipes Tiegh. 1878
- Pilobolus oedipus Mont. 1826
- Pilobolus roridus (Bolton) Pers. 1801
- Pilobolus umbonatus Buller 1934

Nazwy naukowe na podstawie Index Fungorum. Wykaz gatunków według Mułenki i in.